# Blagowest Sendow

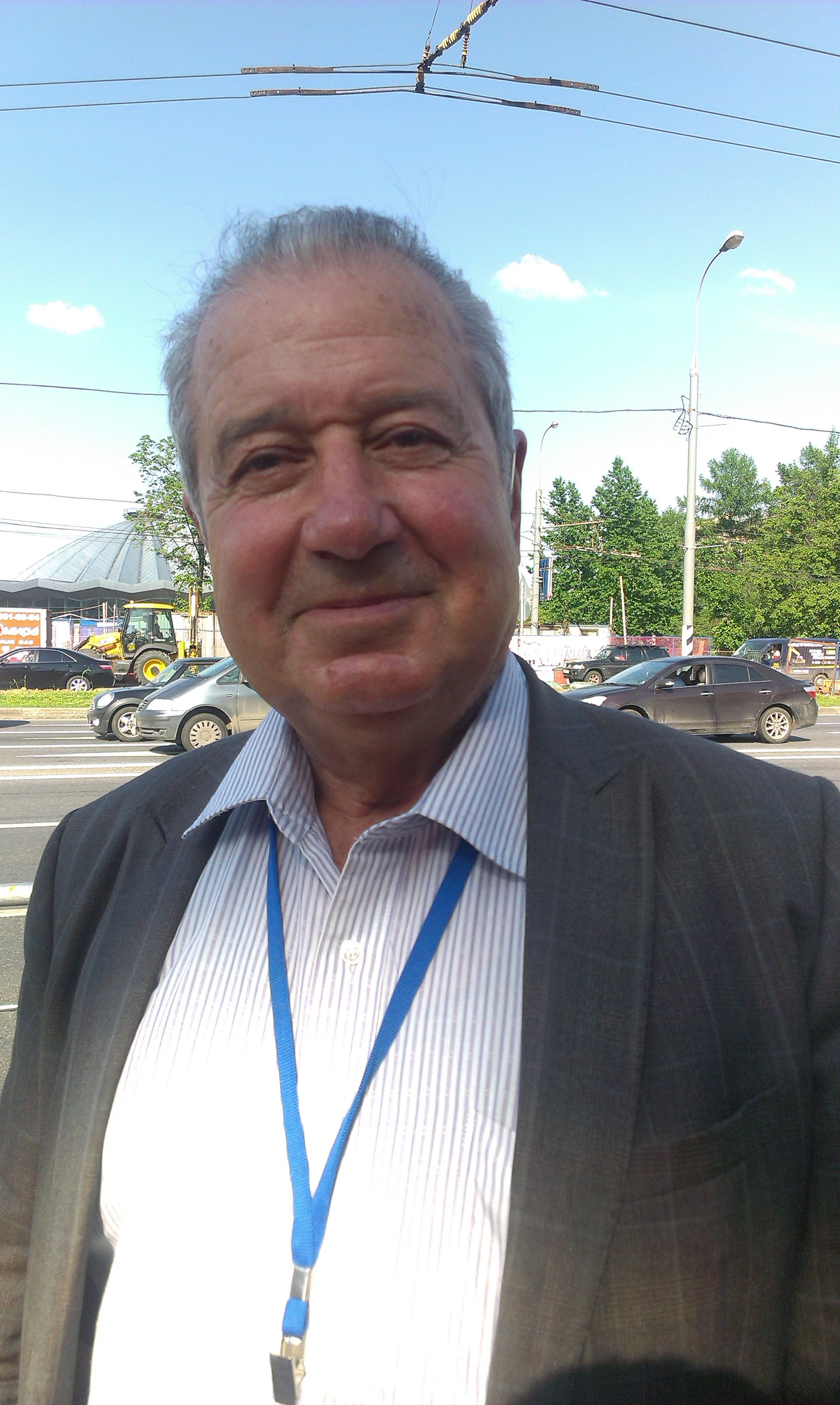
Blagowest Sendow

Blagowest Christoph Sendow (andere Umschrift: Blagovest Christov Sendov)  (bulgarisch Благовест Христов Сендов; * 8. Februar 1932 in Assenowgrad, Bulgarien; † 19. Januar 2020) war ein bulgarischer Mathematiker, Hochschullehrer, Diplomat und Politiker.

## Kindheit und Schulzeit
Sendow war Sohn des Kaufmanns Christoph Sendow und der Absolventin des Amerikanischen Kollegs in Samokow Maruschka Sendowa.
Sendow hatte drei Brüder und zwei Schwestern.
Er war das zweitälteste Kind.
Sendow lernte bereits mit vier Jahren zählen und machte sich eine feste Vorstellung vom Wesen der Zahlen.
Dieses Zahlen-Weltbild wurde tief erschüttert, als er in der Schule in der 4. Klasse die negativen Zahlen kennenlernte.
Er empfand dies als ein persönliches Drama und konnte es lange nicht ertragen.
Sendow hatte von frühester Jugend an einen starken Drang auf allen Gebieten die Dinge in ihrem tiefen Wesen und ihrer Funktion zu verstehen.
Sendow beendete die Schule in Assenowgrad 1949 mit dem Abitur mit Auszeichnung.

## Studium
Zunächst wurde Sendow in dem inzwischen kommunistisch gewordenen Bulgarien wegen seiner bürgerlichen Herkunft der Zugang zum Studium verwehrt.
Er siedelte nach Sofia um und nahm dort verschiedene Arbeiten an, immer mit dem Ziel, sich doch noch eine Zulassung zum Studium zu erkämpfen.
1952 gelang es ihm endlich, einen Studienplatz für Mathematik an der Universität Sofia zu bekommen.
Hier wurde sofort seine außergewöhnliche mathematische Begabung erkannt und er wurde in den Studentenkreis von Professor Tagamlitzki aufgenommen.
Bereits als Student schrieb er seine erste wissenschaftliche Arbeit, die von Sergei Natanowitsch Bernstein zur Veröffentlichung in den Berichten der Sowjetischen Akademie der Wissenschaften vorgeschlagen wurde.
1956 schloss er sein Studium mit Auszeichnung ab, bekam jedoch aus politischen Gründen keine Assistentenstelle an der Universität und musste als Lehrer arbeiten.

## Rückkehr an die Universität
Die Mathematikprofessoren, bei denen Sendow studiert hatte, setzten sich in einem Brief an den Bildungsminister für ihn ein.
Dadurch bekam er 1958 eine Stelle als wissenschaftlicher Assistent im Fachbereich Höhere Algebra bei Nikola Obreschkow.
1964 promovierte Sendow mit einer Arbeit zum Thema Approximation of functions with algebraic polynomials in respect to a metric of the Hausdorff type.
1967 habilitierte er sich.
1963 wurde er außerordentlicher Professor und 1968 Professor.
Von 1970 bis 1973 war er Dekan der Fakultät für Mathematik und 1973 bis 1979 Rektor an der Universität Sofia.

## Akademie der Wissenschaften
Von 1967 bis 1970 war Sendow Leiter der Abteilung für Numerische Mathematik an der Bulgarischen Akademie der Wissenschaften.
Von 1967 bis 1970 war er dort stellvertretender Direktor des Instituts für Mathematik und des Rechenzentrums.
Von 1982 bis 1988 bekleidete er den Posten des Vizepräsidenten und leitenden wissenschaftlichen Sekretärs und wurde schließlich 1988 bis 1991 Präsident der Akademie.
Ab 1974 war Sendow korrespondierendes Mitglied und ab 1981 Mitglied der Akademie der Wissenschaften.

## Wissenschaftliche Themen
Ein Schwerpunkt der Sendowschen Arbeit waren die Hausdorff-Approximationsverfahren.
Sendow arbeitete an der Erdös-Vermutung und trug wesentlich zu deren Lösung bei.
Mit seinen Arbeiten zur Whitney-Konstanten erlangte er internationale Anerkennung.
Bereits 1958 als Student stellte er die Sendowsche Vermutung auf, um deren Beweis sich noch heute viele Mathematiker bemühen.
In der Biologie stellte Sendow zusammen mit Rumen Tsanev ein mathematisches Modell für eukaryotische Zellen auf, das die Mechanismen der Zelldifferenzierung und Karzinogenese darstellt.

## Informatik, Computer
Sendow war entscheidend an der Entwicklung der bulgarischen Informatik beteiligt.
1959 bis 1962 hielt er Vorlesungen über Numerische Methoden, Elektronisches Rechnen und Programmieren.
Zusammen mit Vasil Popov schrieb er die ersten Lehrbücher über numerische Methoden für Studenten - Teil I (1976) und Teil II (1978).
Er schuf 1961 das erste Studentenseminar für Computermathematik, nach dem die ersten Studenten ihre Ausbildung an der Moskauer Staatlichen Universität mit Schwerpunkt Computermathematik und Kybernetik fortsetzten.
Er leitete von 1962 bis 1989 das Allgemeine Seminar für Computermathematik, das eine wichtige Rolle bei der Entwicklung der bulgarischen Informatik spielte.
1961 wurde Sendow Leiter des neu gegründeten bulgarischen Rechenzentrums und führte 1963 den ersten bulgarischen Computer Vitoscha ein.
Er leitete ab 1963 die Abteilung für numerische Methoden im Ministerium für Bildung und Wissenschaft.
Außerdem richtete er eine separate Abteilung Computermathematik ein, die er ebenfalls leitete.
Ab 1971 leitete er auch die Abteilung für mathematische Modellierung.
Er setzte Informatik als Schulfach durch und engagierte sich bei der Lehrerausbildung auf diesem Gebiet.
Sendow trug durch Auftritte in Rundfunk und Fernsehen und populärwissenschaftliche Bücher zur Verbreitung der Computer und der Informatik bei.

## Politische Tätigkeit
Von 1986 bis 1988 war Sendow Vorsitzender des Wissenschaftsausschusses im Ministerrat.
Von 1986 bis 2003 war er Mitglied des Parlaments.
1992 nahm Sendow als unabhängiger Kandidat an der Präsidentschaftswahl in Bulgarien teil und belegte mit 2,24 % den 4. Platz.
Von 1995 bis 1997 war Sendow Vorsitzender der Nationalversammlung der Republik Bulgarien und von 1997 bis 2003 ihr stellvertretender Vorsitzender.
Von 2002 bis 2009 war er bulgarischer Botschafter in Japan.

## Mitgliedschaften, Ämter und Ehrenämter
Sendow war seit 1985 Präsident und lebenslanger Ehrenpräsident der International Association of Universities.
Von 1984 bis 1992 war er Vorsitzender und Ehrenvorsitzender der International Federation for Information Processing.
Von 1986 bis 1990 war er Mitglied des Exekutivbüros des Generalkomitees des Internationalen Wissenschaftsrates.
Von 1980 bis 1990 war er stellvertretender Vorsitzender des Weltfriedensrates.
Sendow war Mitglied der Nationalen Akademie der Wissenschaften der Ukraine, der Serbischen Akademie der Wissenschaften und Künste, der American Mathematical Society und der British Computer Society.

## Familie
Sendow war zweimal verheiratet. Er hatte drei Kinder.

## Kontroverse: Bulgarisches Königshaus - gerettete bulgarische Juden
Sendow war zwar nicht Mitglied der kommunistischen Partei, stand aber dem kommunistischen Diktator Todor Schiwkow nahe.
Auf seine Posten als Vorsitzender bzw. stellvertretender Vorsitzender der Nationalversammlung wurde er mit Unterstützung der Bulgarischen Sozialistische Partei (BSP), der Nachfolgepartei der Kommunisten, gewählt.
Im Jahr 2000 unterzeichnete Sendow zusammen mit vier Mitgliedern der BSP einen Brief an den Präsidenten von Israel.
Im Brief forderten diese Politiker, dass die Bilder von Mitgliedern der bulgarischen Königsfamilie von einem Denkmal für die von der Deportation durch Nazi-Deutschland bedrohten geretteten bulgarischen Juden entfernt werden.
Hintergrund dazu ist die bis heute anhaltende Kontroverse darüber, wessen Verdienst die Rettung der bulgarischen Juden ist.
Die Kommunisten versuchten und versuchen diese Rettung für sich zu reklamieren.
Tatsache ist, dass Zar Boris III. 1943 zusammen mit seinem Parlamentspräsidenten Dimitar Peschew und Erzbischof Stefan von Sofia die Deportation der 48000 bulgarischen Juden in das KZ Auschwitz-Birkenau verhinderte.
Weiterhin unbestrittene Tatsache ist, dass Boris III. und seine Ehefrau Königin Johanna zusammen mit dem italienischen Botschafter in Sofia italienische Pässe und Transitvisa für Palästina ausstellten und auf diese Weise Tausenden in Bulgarien lebenden ausländischen Juden und Juden aus der Slowakei halfen, den Deutschen zu entkommen.
Aufgrund dieses Briefes wurde Sendow mit Stimmen der konservativen Partei Sajus na Demokratitschnite Sili vorübergehend seiner Ämter enthoben.

## Veröffentlichungen
- Hausdorff Approximations (Mathematics and its Applications, Band 50), Springer, 2013, ISBN 978-94-010-6787-4
- The Averaged Moduli of Smoothness: Applications in Numerical Methods and Approximation (Pure & Applied Mathematics), John Wiley & Sons Ltd, 1989, ISBN 978-0-471-91952-0
- Children in the Information Age: Opportunities for Creativity, Innovation, and New Activities: Opportunities for Creativity, Innovation and New Activities - Selected International Conference Papers, Pergamon Press, 1989, ISBN 978-0-08-036464-3

## Als Herausgeber
- Recent Advances in Numerical Methods and Applications II - Proceedings of the Fourth International Conference, Sofia, Bulgaria 19-23 August 1998, WORLD SCIENTIFIC PUB CO INC, 1999, ISBN 978-981-02-3827-8
- Monte Carlo Methods and Parallel Algorithms - International Youth Workshop: Proceedings, WORLD SCIENTIFIC PUB CO INC, 1991, ISBN 978-981-02-0293-4